# 雙慶
雙慶（？—1771年），字有亭，又字咸中，號西峯、雲樵，瓜尔佳氏，满洲镶白旗人。雍正壬子举人，癸丑聯捷进士。

## 生平
改庶吉士，授编修、翰林院侍讲学士、侍读学士。乾隆三年任戊午科顺天乡试同考官、四年己未科会试同考官、九年甲子科山西乡试副考官、十二年丁卯科湖南乡试副考官。十三年任安徽学政、十六年任国子监祭酒，累官内阁学士兼礼部侍郎、仓场侍郎、户部、礼部侍郎，二十八年任癸未科殿試讀卷官，三十六年卒于太仆寺少卿任上。

## 家族
- 高祖父：嘉布蘭，嘉拉庫地方人。

- 曾祖父不详。

- 祖父：满图，原任骁骑校。

- 父：瓦尔达，康熙庚辰进士，原任通判。

- 同辈：海龄，现任员外郎；勒福，乾隆己未进士。[2]

- 子蘇保，乾隆庚子举人、亮保，乾隆辛丑进士。

## 著作
《亲雅斋诗草》。